# Thorius troglodytes
Thorius troglodytes es una especie de salamandras en la familia Plethodontidae. Es endémica de México.
Su hábitat natural son los montanos húmedos tropicales o subtropicales y las zonas previamente boscosas ahora muy degradadas.
Está amenazada de extinción debido a la destrucción de su hábitat.